# منابع آب در ایران باستان
بیشتر رودخانه‌های ایران فصلی بوده و توانایی تأمین آب شهرهای بزرگ را ندارند. رودهایی مانند اروندرود، ارس، زاینده رود، سفید رود و اترک با فاصلهٔ کمی از شهرها قرار گرفته‌اند.
با رشد شهرنشینی در قرن‌های متمادی، دیگر چاه‌های عمیق (تا عمق ۱۰۰ متر) پاسخگوی نیازهای شهر نشینان نبودند. برای همین ایرانیان یک شبکه تخصصی آب رسانی به نام قنات را اختراع کردند.

## قنات و کاریز

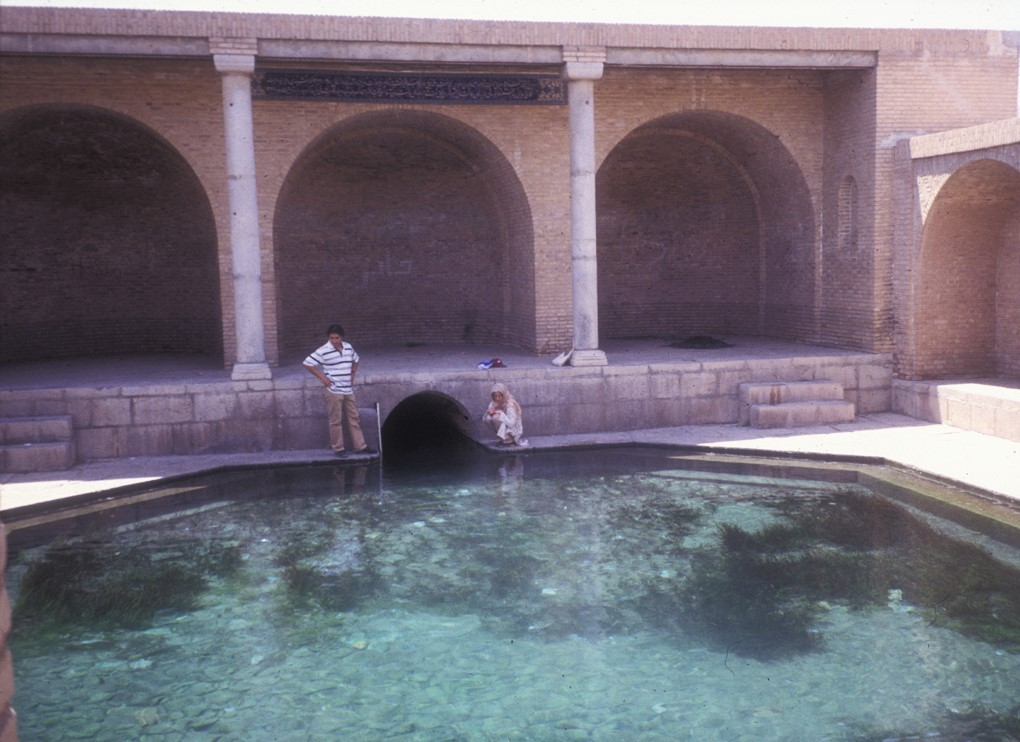
قنات چشمه سلیمان از چشمه‌ای هزاران ساله در باغ فین

قنات یا کاریز به مجرای تونلی شکلی که در زیر زمین کنده شده تا آب در آن جریان یابد می‌گویند. این مجرا که در عمق زمین برای ارتباط دادن رشته چاه‌هایی که از «مادر چاه» سرچشمه می‌گیرد به منظور هدایت آب و مدیریّت آب برای کشاورزی و سایر مصارف به کار گرفته می‌شوند. این کانال‌ها ممکن است تا رسیدن به سطح زمین هزارها متر طول داشته باشند و سرانجام آب این کاریزها به روی سطح زمین می‌آیند که به این محل دهانه کاریز، سر قنات، یا مظهر می‌گویند.
ایرانیان باستان در چندین هزار سال قبل دست به این ابتکار جدید زده و آن را کاریز یا کهریز نام نهادند. نخستین قنات دنیا و طولانی‌ترین قنات دنیا در شهر زارچ استان یزد واقع شده‌است. با این اختراع که در نوع خود در جهان تا کنون بی‌نظیر بوده‌است، می‌توان مقدار قابل توجهی از آب‌های زیرزمینی را جمع‌آوری کرد و به سطح زمین رساند، که همانند چشمه‌های طبیعی، آب آن در تمام طول سال بدون هیچ ابزار کمکی از درون زمین به سطح زمین جاری می‌گردد تا زراعت و سرسبزی و باغ‌های میوه را به همراه آورد.
کاریز که توسط کندی کاران مقنیان ایرانی اختراع شده، هزاران سال قدمت دارد. این حرفه به همراه خود ساعت آبی و آسیاب آبی را نیز به همراه آورده‌است قدمت بسیاری از کاریزهای ایران، از پنج-شش هزار سال متجاوز است و عمری برابر با تاریخ کهن ایران دارد. با وجود این که چندین هزار سال از اختراع آن می‌گذرد هنوز هم این روش استفاده از آب در برخی از روستاها و مناطق مسکونی و کشاورزی و دامداری کشور معمول و متداول است و حتی رکن اصلی کشت و زرع در نواحی خشک است. این اختراع که امروزه شهرت جهانی پیدا کرده، بعدها از ایران به بسیاری از کشورهای جهان انتقال یافته و مورد استفادهٔ مردم در دیگر نقاط دنیا قرار گرفته‌است. البته گوبلو معتقد است که کاریز، ابتدا یک فن ویژه آبیاری نبوده، بلکه به‌طور کامل از تکنیک معدن نشأت گرفته و منظور از احداث آن جمع‌آوری آب‌های زیرزمینی مزاحم (هرزه آب‌ها) به هنگام حفر معادن بوده‌است!؛ اگرچه در گسترهٔ فرهنگی ایران، از معادن «مس» و احتمالاً «روی» موجود در کوه‌های زاگرس، در هزارهٔ دوم قبل از میلاد مسیح بهره‌برداری شده‌است اما این نظر گوبلو چندان علمی بنظر نمی آیدو با مطالعات میدانی در مورد قناتهای ایران همخوانی ندارد.

## آب‌انبار
آب‌انبار حوض یا استخر سرپوشیده‌ای است که برای ذخیره آب معمولاً در زیرزمین ساخته می‌شود. در مناطق کم‌آب و کویری آب‌انبار را از آب باران یا جویبارهای فصلی پر می‌کنند. آب‌انبار تاریخ طولانی در ایران دارد. امروزه هنوزهم آب‌انبارهایی از قرن ۱۳ ام باقی مانده‌اند. آب‌انبارها قابلیت اتصال به شبکه‌های کاریز را داشته‌اند. سطوح داخلی آب‌انبار معمولاً یک بار در سال لایه روبی می‌شده‌اند.
پس از اختراع آب‌انبار به وسیله ایرانیان، آب‌انبارهای عمومی زیادی در شهرهای مختلف مانند قزوین، یزد، نایین، کاشان، زواره، شهرری، شیراز، هرات، بلخ و بسیاری دیگر از شهرها برپا شدند.
در ابتدای قرن ۲۰ ام تعداد آب‌انبارهای قزوین ۱۲۱ عدد گزارش شده بود. امروزه تعداد ۳۰٬۰۰۰ قنات فعال درایران وجود دارد.